# ジャック＝エミール・ブランシュ
ジャック＝エミール・ブランシュ（Jacques-Émile Blanche、 1861年1月1日 - 1942年9月20日）はフランスの画家である。肖像画家として成功し、パリやロンドンの有名人の肖像画を描いた。

## 略歴
パリで生まれた。父親は精神科医で、人気のあった療養所を経営して成功した人物である。マリー・アントワネットの女官長を務めたマリー・ルイーズがかって住んだ邸で、裕福なパリの人々の中で育った。リセ・コンドルセで学び、詩人のステファヌ・マラルメが英語教師であり、哲学者のアンリ・ベルクソンは同窓である。
画家のアンリ・ジェルベクス（Henri Gervex）に指導を受けたこともあったが、独学で絵を習得し、肖像画家として成功した。18世紀のイギリスの肖像画家、トマス・ゲインズバラやフランスのエドゥアール・マネ、ロンドンとパリで成功したアメリカ生まれの肖像画家、ジョン・シンガー・サージェントらのスタイルを踏襲していた。1880年代にはしばしばロンドンを訪れ、文学者のオーブリー・ビアズリーやオスカー・ワイルド、画家のジェームズ・マクニール・ホイッスラー、ウォルター・シッカートらのイギリスの新進の芸術家たちと付き合った。
フランスではオペラ作曲家、ジャック・アレヴィの娘で、 ロチルド家と親しい法律家の妻、ジュヌヴィエーヴ・ストラウス（Geneviève Straus）のサロンに加わるようになり、そこで画家のエドガー・ドガや文学者のマルセル・プルースト、ジョルジュ・ド・ポルト＝リッシュ、ポール・ブールジェらと知り合った。1880年代には肖像画家として、ヨーロッパの上流階級で有名になった。
1902年から私立の美術学校、Académie de La Paletteの経営を引き継ぎ1911年まで校長を務めた。

## ブランシュの描いた肖像画

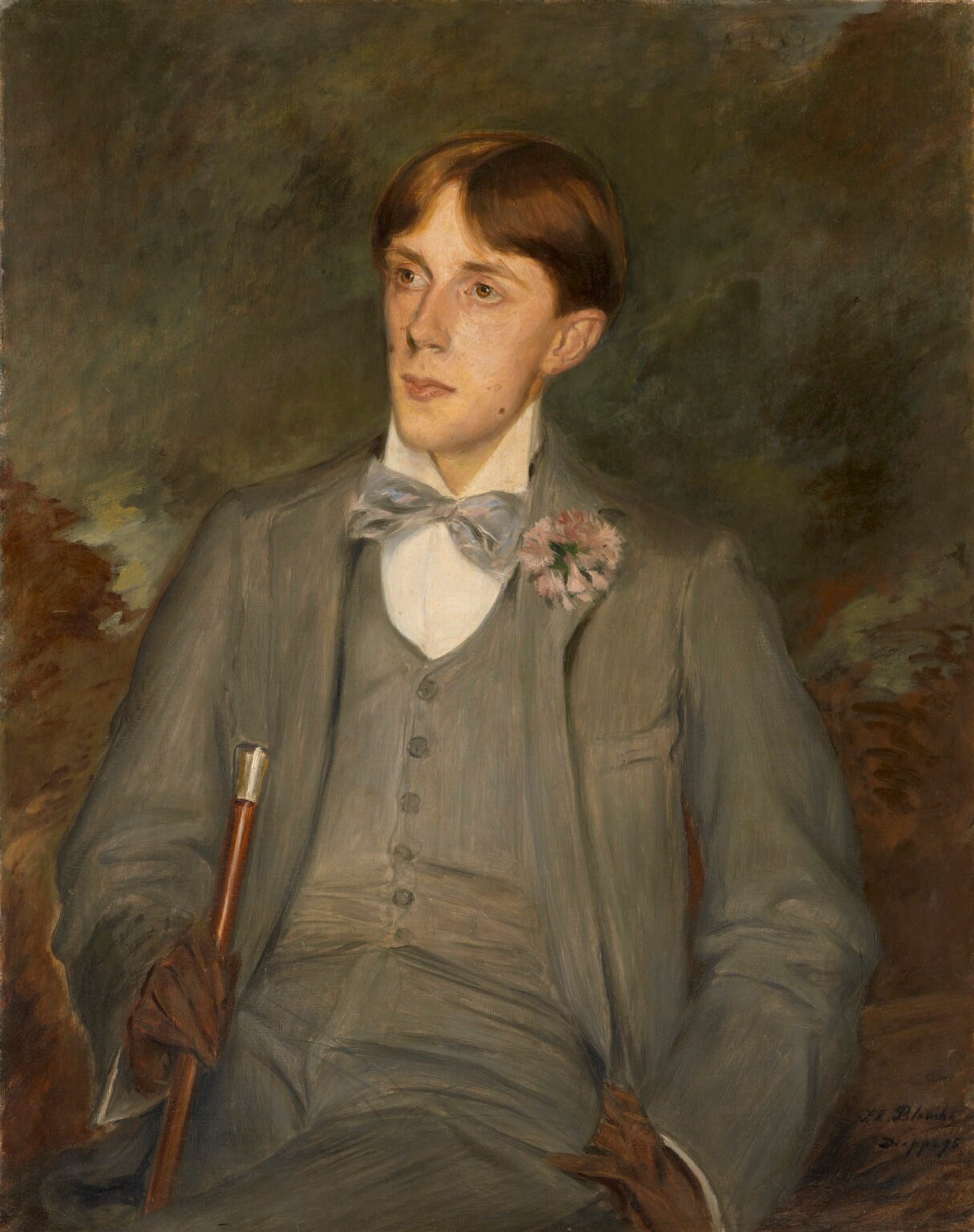
オーブリー・ビアズリー （詩人、イラストレータ）
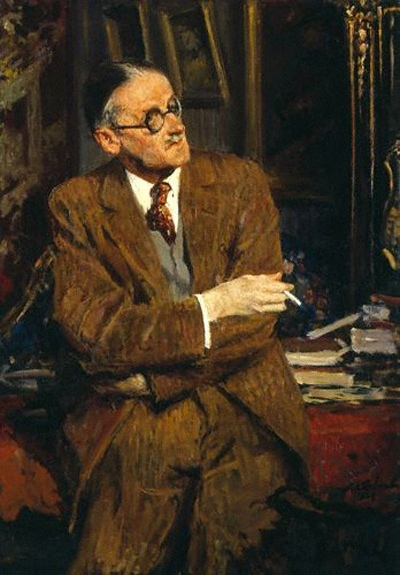
ジェイムズ・ジョイス 作家
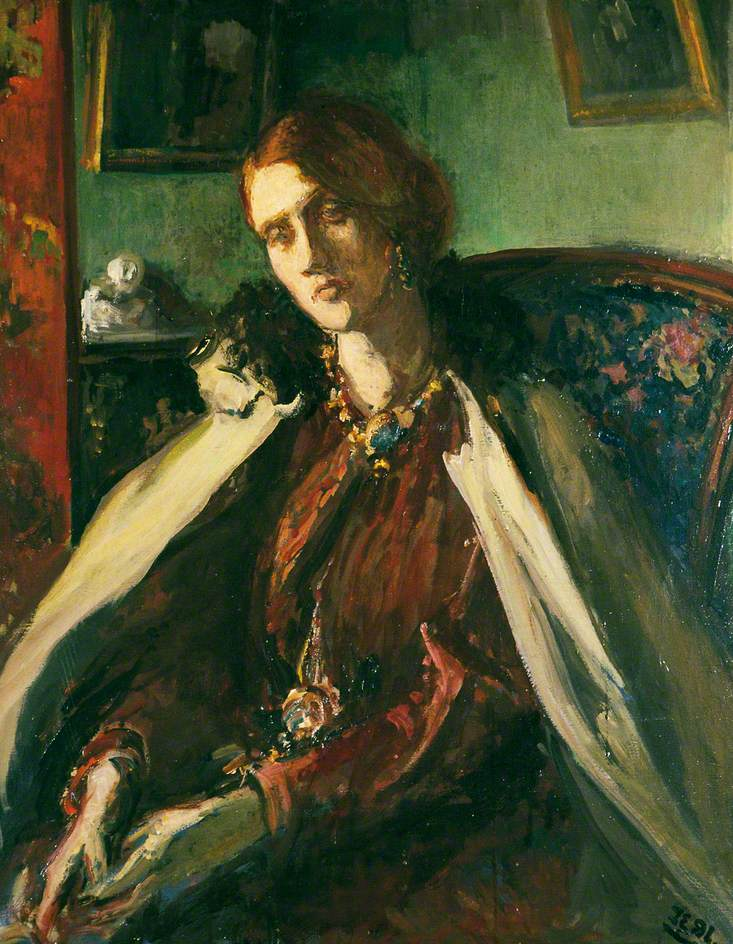
ジュリア・スティーヴン レズリー・スティーヴンの妻
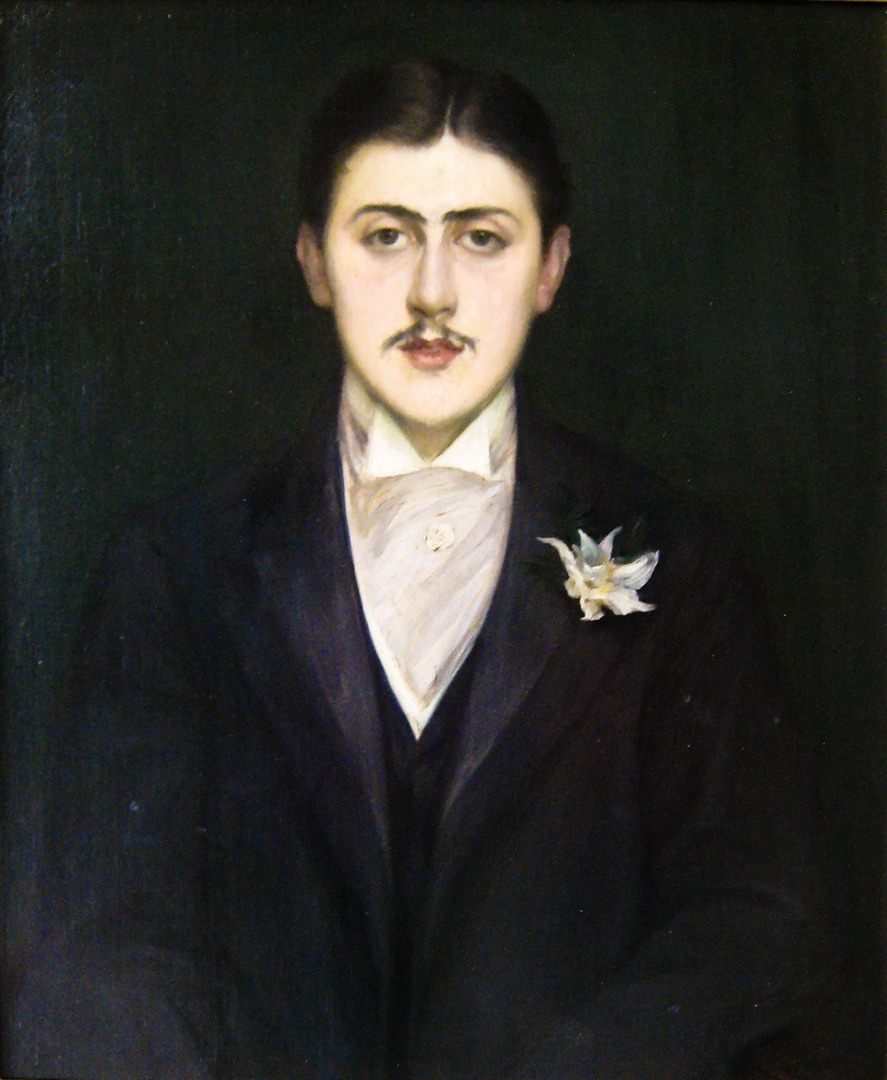
21歳のマルセル・プルースト
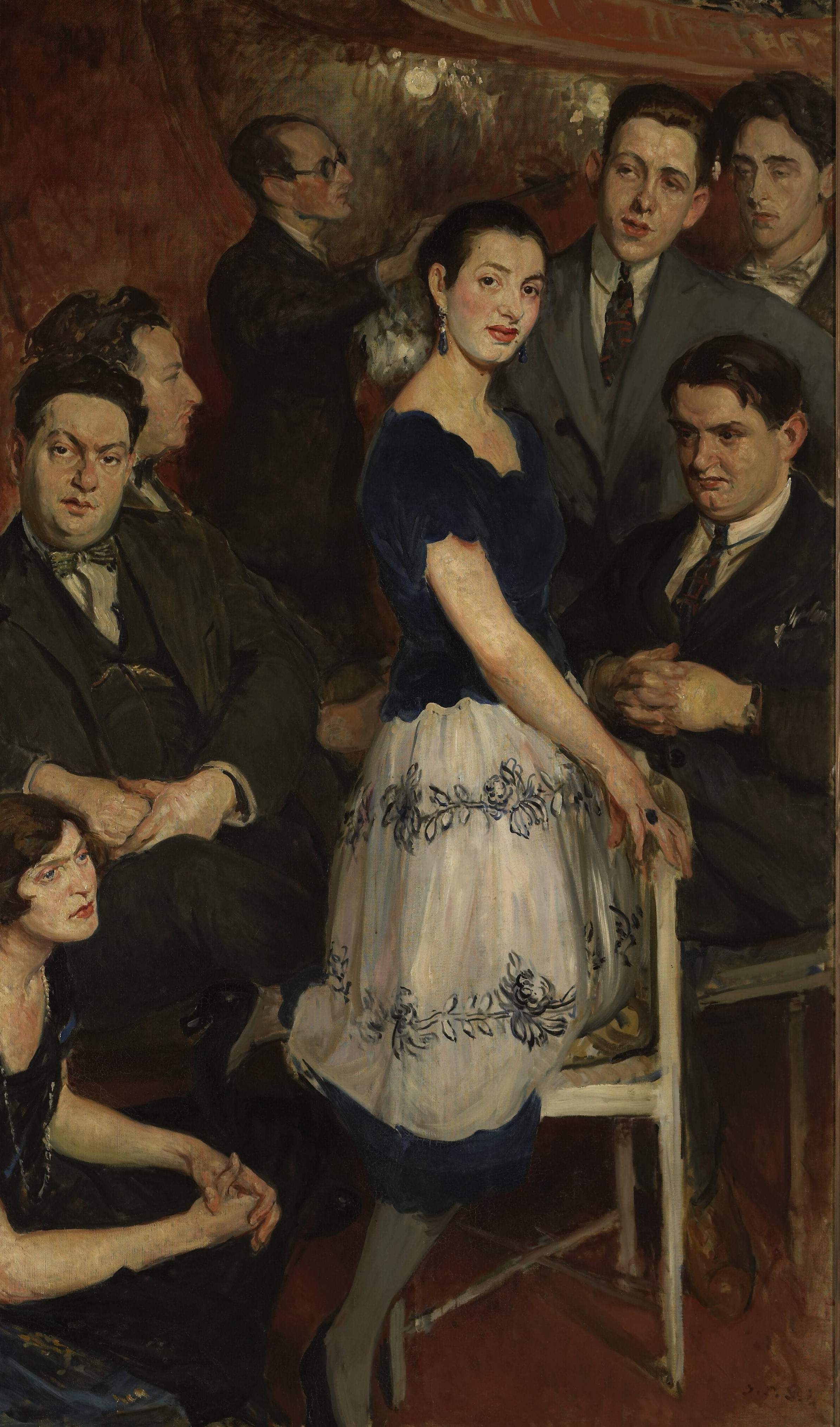
フランス6人組 作曲家
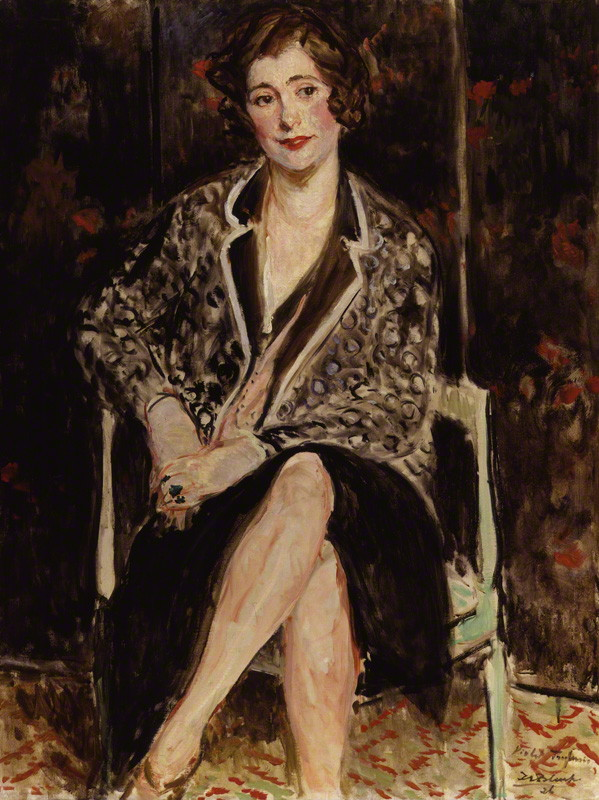
Violet Trefusis 作家
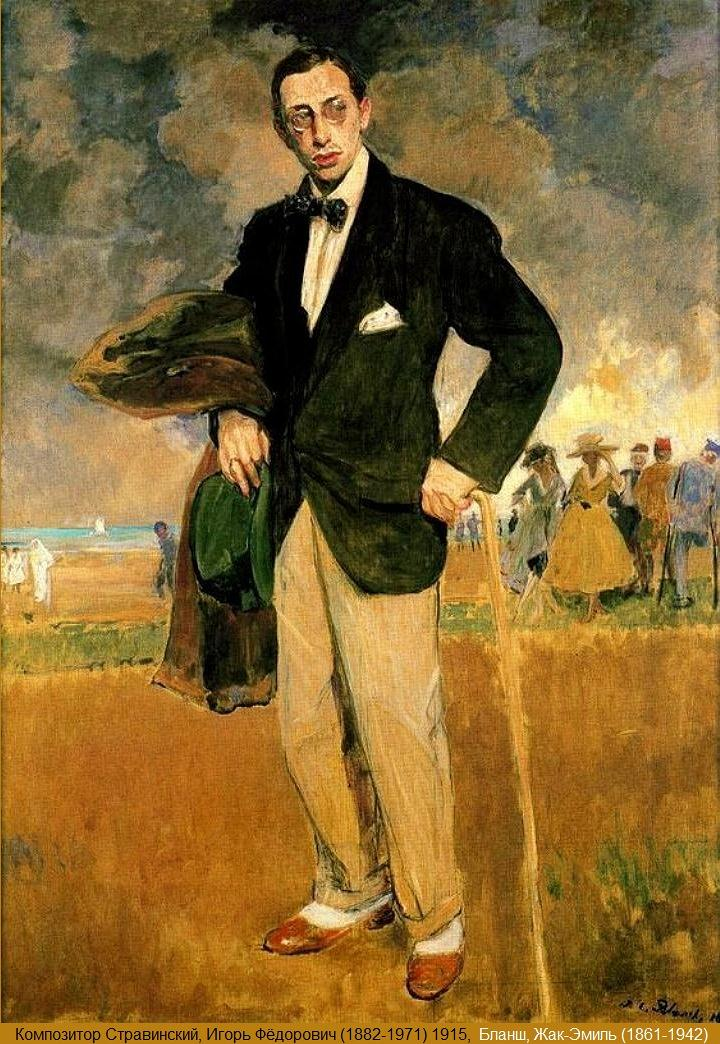
イーゴリ・ストラヴィンスキー 作曲家
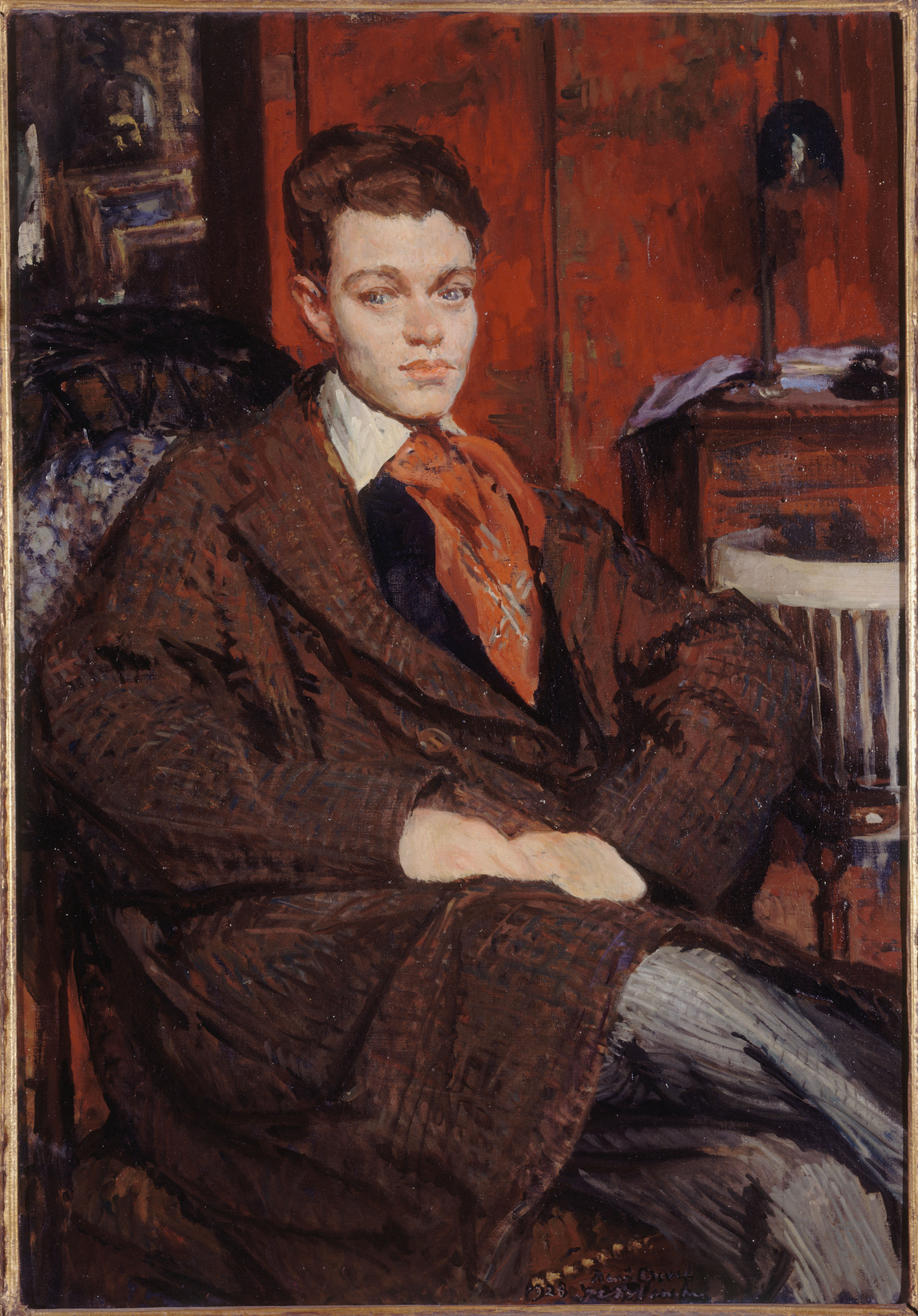
ルネ・クレヴェル 作家